# Народний рух за визволення Анголи
Народний рух за визволення Анголи — Партія праці (порт. Movimento Popular de Libertação de Angola — Partido do Trabalho, MPLA, МПЛА) — політична партія Анголи, що керує країною з часів набуття нею незалежності у 1975 році. МПЛА боролась проти Португалії у війні за незалежність і проти партій УНІТА і ФНЛА у громадянській війні з 1975 до 2002 року. Первинно мала підтримку СРСР, проте у 1992 році, після його розпаду, переорієнтувалась на США.

## Передмова
10 грудня 1956, крихітна підпільна Ангольська комуністична партія (АКП) об'єдналася з партією об'єднаної боротьби африканців Анголи утворивши Народний рух за визволення Анголи, з Віріату да Круш, президентом АКТ, як Генеральним секретарем Пізніше інші групи приєднались до МПЛА — Рух за національну незалежність Анголи (MINA) і Демократичний фронт визволення Анголи (FDLA ).
База МПЛА — мбунду і освічена інтелігенція в Луанді. Партія спочатку була орієнтована на КПРС, пізніше стала повноправним членом Соцінтерну. Збройне крило МПЛА — Озброєні сили за визволення Анголи (FAPLA), увійшли до складу національних збройних сил країни.
У 1958—1974 роках СРСР постачав збройним формуванням МПЛА озброєння і техніку. Постачання озброєння і техніки МПЛА здійснювала також і КНР. 7 листопада 1961 року до Анголи прибули військові фахівці з Куби для підготовки партизанських загонів МПЛА. Багато повстанців МПЛА проходили воєнну підготовку в СРСР, Болгарії, Чехословаччині і в Алжирі.

## Незалежність і громадянська війна
Новий уряд Португалії, який виник внаслідок Революції гвоздик у Лісабоні, в 1974 році швидко припинив військові дії в Анголі і погодився передати владу коаліції з трьох партій. Проте коаліція швидко зруйнувалась і незалежна Ангола зазнала кривавої громадянської війни. Контролюючи Луанду і прибуткові нафтові родовища Атлантичного узбережжя, Агоштінью Нету, лідер МПЛА, проголосив незалежність португальської заморської провінції Ангола — Народної республіки Ангола 11 листопада 1975, відповідно до Алворських угод УНІТА проголосила ангольську незалежність — Соціал-демократична Республіка Ангола, зі столицею в Уамбо і ФНЛА — Демократична Республіка Ангола зі столицею в Амбрізі. Цей розкол призвів до громадянської війни між УНІТА і МПЛА.
Поет і борець за свободу Нето став першим президентом після здобуття незалежності, його змінив на цій посаді Жозе Едуарду душ Сантуш в 1979 році.
Південна Африка розпочала військову інтервенцію на підтримку ФНЛА і УНІТА, Заїр і Сполучені Штати також активно допомагали цім двом групам. У відповідь СРСР спонукав Кубу відрядити тисячі військовослужбовців у 1975 році для надання допомоги МПЛА проти південноафриканської інтервенції. СРСР надавав допомогу Кубі і МПЛА зброєю, інструкторами та іншими ресурсами впродовж війни. У листопаді 1980 року МПЛА виштовхнув УНІТА в буш, війська ПАР були виведені. Конгрес Сполучених Штатів заборонив подальшу американську військову присутність в країні, побоюючись, розвитку сценарію на кшталт другого В'єтнаму.
На своєму першому з'їзді в 1977 році МПЛА прийняв марксизм-ленінізм як ідеологію партії та додав Partido do Trabalho (Партія праці), до своєї назви
Після спроби державного перевороту міністра внутрішніх справ Ніто Алвеса в 1977 році, Нето наказав страчувати підозрюваних у прихильності до «ортодоксального комунізму» всередині і поза партією. До 70000 осіб, за різними оцінками, були страчені військовими Куби і МПЛА за два роки Внутрішній конфлікт отримав назву фракціонізм, проте стало зрозуміло, що Ангола далі піде соціалістичним, а не комуністичним шляхом. Тим не менш, Ангола підтримувала тісні зв'язки з Радянським Союзом і комуністичним блоком, створивши соціалістичну економічну політику і однопартійну державу. Кілька тисяч кубинських військових залишалися в країні для боротьби з повстанцями УНІТА і зміцнення безпеки режиму.
У 1990 році, коли холодна війна закінчилася, МПЛА відмовилася від своєї марксистсько-ленінської ідеології і на її третьому з'їзді у грудні партія заявила про зміну офіційної ідеології на соціал-демократичну
УНІТА відновила війну проти уряду МПЛА, поставивиши під сумнів результати виборів 1992 року. Після виборів відбулась Геловінська різанина коли десятки тисяч прихильників УНІТА і ФНЛА були вбиті загальнонаціональними військами МПЛА протягом кількох днів  Війна тривала до 2002 року, коли лідер УНІТА Жо́наш Савімбі був убитий. Обидві сторони швидко домовилися про припинення вогню, вояки УНІТА були демобілізовані і УНІТА стала політичною партією.

## Електоральна історія
У виборах 1992 року МПЛА-ПТ отримала 53,74% голосів і 129 з 227 місць в парламенті. У 2008  МПЛА завоювала 81,64% голосів і 191 з 220 місць в парламенті. У 2012 на парламентських виборах партія отримала 71,84% голосів і 175 з 220 місць в парламенті. Згідно з Конституцією 2010 це автоматично означало, що Жозе Едуарду душ Сантуш, який очолював список кандидатів МПЛА, був затверджений Президентом держави.

## Символи
Прапором МПЛА з 1964 року стало червоно-чорне полотнище з великою жовтою зіркою в центрі, що засновано на червоно-чорному прапорі кубинського Руху 26 липня за образом і подобою прапора Національного Фронту визволення Південного В'єтнаму.